# Nature Sustainability
Nature Sustainability ist eine monatlich erscheinende, begutachtete wissenschaftliche  Fachzeitschrift, die seit Januar 2018 von der Nature Publishing Group herausgegeben wird. Sie veröffentlicht ausschließlich online, eine gedruckte Ausgabe existiert nicht. 
Die Zeitschrift ist transdisziplinär ausgerichtet und publiziert wissenschaftliche Arbeiten zum Schwerpunktthema Nachhaltigkeit. Neben naturwissenschaftlichen, sozialwissenschaftlichen und ingenieurwissenschaftlichen Forschungen umfasst das Spektrum der Zeitschrift auch Publikationen zu den politischen Auswirkungen von Nachhaltigkeitsproblemen sowie Lösungsansätze dafür. Als übergeordnetes Ziel der Nachhaltigkeitswissenschaften sieht die Zeitschrift das Verständnis an, wie „das Wohlergehen heutiger und zukünftiger Generationen innerhalb der Grenzen der Natur“ sichergestellt werden kann. Neben herkömmlichen originären Forschungsarbeiten und Reviews werden unter anderem auch Perspektiven und Kommentare publiziert.
Der Impact Factor der Zeitschrift liegt bei 27,157 (Stand 2021).